# Luis Tomás Leal
Fray Luis Tomás Leal (Santa Cruz de La Palma o Villa de Mazo, 24 de agosto de 1688-Candelaria, Tenerife, agosto de 1757) fue un fraile español, provincial de la Orden de Predicadores en Canarias.

## Biografía
Nacido en la isla de La Palma en el archipiélago canario, existe cierta controversia sobre el lugar exacto de su nacimiento. Según el cronista Jaime Pérez García, fray Luis nació en Santa Cruz de La Palma el 24 de agosto de 1688, si bien, otras fuentes señalan su nacimiento en la Villa de Mazo el 10 de noviembre de 1663. El ilustre sacerdote e historiador tinerfeño José Viera y Clavijo solo menciona que nació en La Palma.
Fray Luis fue provincial de la Orden de Predicadores en Canarias en dos ocasiones, entre 1727 y 1735, estableciéndose en el Convento de Santo Domingo de Guzmán en San Cristóbal de La Laguna (Tenerife). Posteriormente, tras su designación como provincial de la Orden en 1727 trasladaría su sede al Real Convento de Nuestra Señora de la Candelaria sito en la Villa Mariana de la misma isla.
Destacó como un gran impulsor de la devoción a la Virgen de Candelaria (patrona de las Islas Canarias), de quién escribiría una versión de la leyenda de su aparición a los guanches en las playas de Tenerife antes de la conquista de esta isla por los castellanos. El investigador Millares Carló atribuyó también a Luis Tomás Leal una novena dedicada a la patrona de La Palma, la Virgen de las Nieves, publicada en 1753 y reimpresa en 1845.
El 15 de febrero de 1734, fray Luis Tomás intervino en la dación de las tres llaves del sepulcro de sor María de Jesús de León Delgado (La Siervita de Dios), entregando una al corsario lagunero Amaro Pargo, en reconocimiento de su afecto a sor María de Jesús, sus buenas obras y a las muestras de veneración hacia la orden.
En su faceta de orador, destaca su pródigo sermón en la Parroquia de Nuestra Señora de los Remedios de La Laguna (actual catedral de la Diócesis Nivariense), durante las exequias de la reina Mariana de Neoburgo, viuda de Carlos II de España, el 8 de noviembre de 1740. 
Fray Luis Tomás Leal falleció en agosto de 1757, en el convento de Candelaria.